# Elemotho
Elemotho Gaalelekwee Richardo Mosimane, es un compositor y cantante nacido en el Gobabis, Namibia, que tras sus estudios de filosofía y psicología decidió dedicarse a la música.

## Carrera musical
Inició su carrera a principios del siglo XXI. Consiguió reconocimiento en países como Francia —donde obtuvo el Premio RFI discoveries 2012—, Alemania y Austria. Su actuación en Womad en 2014, acompañado de su banda ante la presencia de miles de espectadores fue un momento importante de su carrera. En 2016, dos de sus canciones Neo y La Vida, son seleccionadas por Netflix para la serie Grace & Frankie en su segunda temporada.
En España ha actuado en festivales como el Territorios de Sevilla, Verano de la Villa de Madrid y el Festival Tres Culturas de Murcia. A Elemotho le acompaña el guitarrista Samuel Bathol, originario de Congo-Brazzavile. Elemotho también ha colaborado con músicos españoles como Los Delinquentes y el dúo Fetén Fetén.
Escribe y compone sus propias canciones, utilizando diferentes lenguas, como el inglés, el setsuana —su lengua materna— o el damara-nama; sus letras tienen un importante contenido social, y reflejan la actitud de compromiso con su tierra, aunque su discurso musical es de carácter global. Su estilo musical se puede incluir en las llamadas "músicas del mundo", en algunas ocasiones más cercano al folk, y también con ligeras influencias del jazz; y siempre basado en ritmos de percusión africana.

## Discografía
- 2003: The system is a joke
- 2008: Human
- 2012: Ke Nako It’s Time
- 2014: My Africa
- 2017: Beautiful World